# 后溪镇 (衢州市)
后溪镇，是中国浙江省衢州市衢江区所辖的一个镇。

## 辖区
该镇辖有：
坝底村、泉井边村、上棠村、下棠村、赤山口村、山塘村、菖蒲垅村、张村、后溪村、东华村、前百村、江滨村、大川村、青塘村和庭前村。

## 交通
- 沪昆铁路：后溪街站